# Viktor Rydberg
Abraham Viktor Rydberg (18. prosince 1828, Jönköping, farnost Sofia – 21. září 1895, Djursholm, dnes součást obce Danderyd) byl švédský novoromantický prozaik, básník, novinář, překladatel, vysokoškolský učitel a historik umění, člen Švédské akademie od roku 1878.

## Život
První roky svého dětství prožil Rydberg v poměrně dobrých podmínkách. Otec, původně voják, získal v roce 1827 místo hradního a vězeňského dozorce ve věznici v Jönköpingu. Když bylo ale Ridbergovi pět let, zemřela jeho matka a sestra na choleru a tato událost měla pro jeho rodinu katastrofální důsledky. Otec se nemohl se smrtí své ženy vyrovnat, propadl alkoholu, ztratil své povolání a nakonec skončil ve vazbě.
Následující roky prožil Rydberg u několika pěstounů, kteří mu umožnili získat vzdělání. Jeho základní školní docházka byla úspěšná, a proto byl po dokončení vyšší školy v Jönköpingu zapsán roku 1845 na gymnázium ve Växjö. Snažil se živit soukromým doučováním, ale roku 1847 musel z finančních důvodů studium ukončit bez diplomu. Vrátil se do Jönköpingu, kde byl v letech 1847–1851 novinářem v Jönköpingsbladet (Jonkopinský list), kam psal pod pseudonymem Agricola napínavé romány na pokračování v duchu Eugěna Suea, Alexandra Dumase a Bulwera-Lyttona. Předkládal v nich měšťákům mírné liberální myšlenky v rámci napínavých melodramat a senzačních pletich.

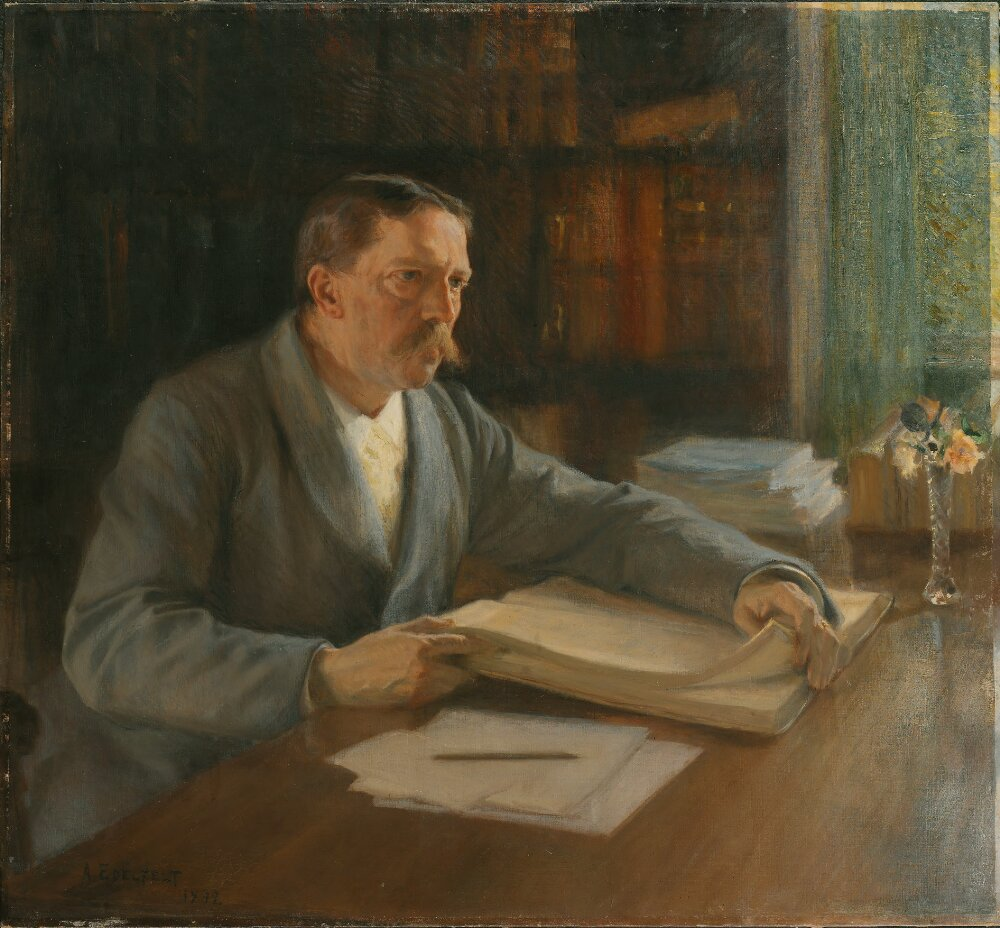
Viktor Rydberg na obraze Alberta Edelfelta z roku 1892

Roku 1851 začal studovat práva na Lundské univerzitě, ale po roce studia opět z finančních důvodů ukončil bez získání titulu. Od roku 1852 se živil jako soukromý učitel a roku 1855 se stal členem redakční rady v Göteborgs Handels-och Sjöfartstidning (Góteborské noviny pro obchod a plavbu). Tuto funkci následně vykonával dvacet jedna let až do roku 1876. Stal se přítelem šéfredaktora Svena Adolfa Hedlunda a společně vytvořili z těchto novin jeden z předních skandinávských deníků. Začal psát politické a kulturní články a romány (opět i na pokračování), například Fribytaren på Östersjön (1957, Pirát na Baltu), Singoalla (1857) nebo Den siste Atenaren (1859, Poslední Athéňan), v nichž pod rouškou historie stále více rozviřoval náboženské a politické otázky a vyjadřoval odpor proti intoleranci a útisku.
Postupně začala teologická a filozofická a posléze i historická a filologická studia zabírat stále větší část jeho času. Obrovskou pozornost na sebe strhl roku 1862, když vydal dílo Bibelns lára om Kristus (Biblické učení o Kristu), v němž podnikl útok na dogma o Kristově božství a odmítl církevní ortodoxii. Postupně opustil psaní románů a publikoval řadu článků o kulturní a náboženské historii a knihy o středověké magii. Roku 1868 byl delegátem na prvním Generálním církevním shromáždění a v letech 1870–1872 byl členem druhé komory švédského parlamentu za Göteborg..

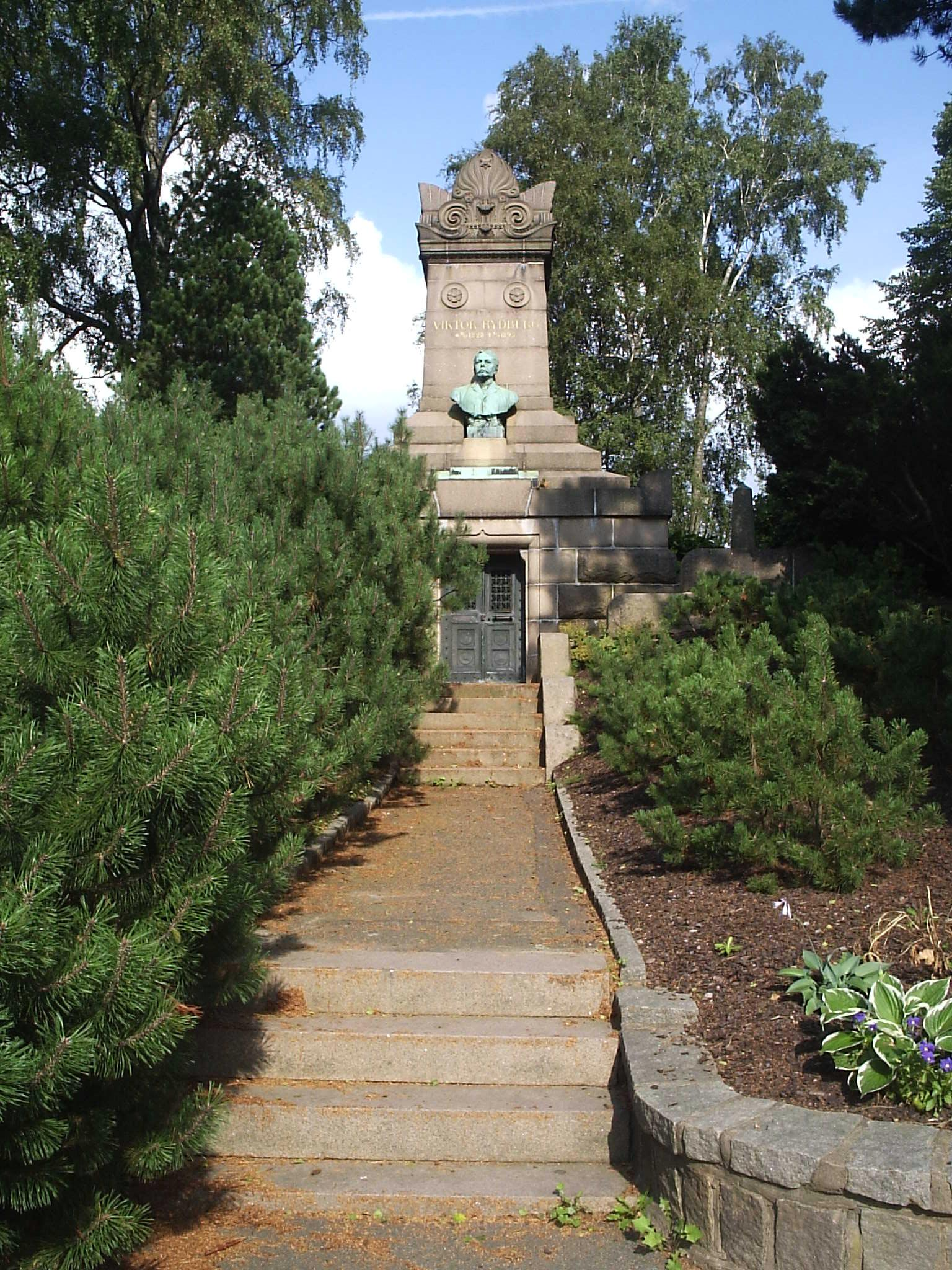
Rydbergův hrob v Göteborgu

Roku 1875 dokončil po deseti letech práce překlad Goethova dramatu Faust, za který obdržel roku 1877 Letterstedtského cenu za překlady (Letterstedtska priset för översättningar) a v lidovém kalendáři Svea poprvé publikoval své básně pod svým jménem. Roku 1876 zanechal žurnalistiky, protože mu bylo Göteborským vzdělávacím fondem (Göteborgs undervisningsfond), předchůdcem Göteborské university, nabídnuto, aby konal v Göteborgu veřejné přednášky o kulturních dějinách a filozofii. Roku 1877 obdržel čestný doktorát na univerzitě v Uppsale při příležitosti oslavy čtyřstého výročí založení univerzity, pro kterou naspal kantátu (Kantat vid jubelfest-promotionen i Upsala). V témže roce byl zvolen členem Švédské akademie a roku 1879 se stal rytířem Řádu polární hvězdy. Po kritice od svých liberálních přátel litoval, že řád přijal a na veřejnosti jej nikdy nenosil.
Roku 1879 se Rydberg oženil se Susen Emilií Hasselbladovou, dcerou velkoobchodníka a milionáře. Vydáním své sbírky básní Dikter (1882, Básně) se zařadil mezi nejvýznamnější švédské básníky. Roku 1884 se stal profesorem kulturních dějin a dějin umění na Stockholmské univerzitě a tuto funkci zastával až do své smrti. Roku 1890 se s manželkou přestěhoval do vilového města Djursholm, založeného v roce 1889 severně od Stockholmu, do nově postaveného domu Villa Ekeliden. Roku 1891 vydal svou druhou sbírku básní a po dlouhém čase nový román Vapensmeden (Zbrojíř). Roku 1895 zemřel ve svém domě v Djursholmu na cukrovku a aterosklerózu. Pochován byl na Východním hřbitově v Göteborgu.

## Dílo
Rydberg je představitelem přechodné epochy mezi romantismem a realismem. Byl ale především pozdním romantikem a v jeho díle se objevuje mystická touha, exotismus a sklon k zobrazování minulosti. Jeho romány spojují liberální společenskou kritiku s pitoreskní a často senzační zápletkou a jeho  básně vynikají mistrnou formou, bohatostí myšlenek a mistrovstvím v reflexívní lyrice. Mnohí z jeho básní bylo zhudebněno.
Často se účastnil debaty o důležitých problémech své doby a bojoval proti přírodovědeckému materialismu, filozofickému utilitarismu a sociálně politickému radikalismu, jimiž se druhá polovina devatenáctého století vyznačovala. V mládí měl pověst radikála, zejména pro své náboženské názory. Ve skutečnosti byl ale veden hlubokou religiozitou a chtěl jen očistit náboženství od teologické ortodoxie, aby učinil křesťanství přijatelnějším osvícenému modernímu myšlení, Později se zčásti svého radikalismu z mládí zřekl a přiblížil se humanistickému idealismu, který nedržel vždy krok s dobovými pokrokovými tendencemi.
Jako překladatel přeložil mistrně Goethova Fausta a jeho překlad Poeova Havrana se považuje za stejně vynikající jako originál. Prosazoval také jazykovou reformu, která měla ze švédštiny odstranit cizí slova, zejména německého původu. Byl také zručným kreslířem, ale bez jakýchkoliv uměleckých nároků. Jeho kresby má ve svém fondu například švédské Národní muzeum (Nationalmuseum) ve Stockholmu.

## Výběrová bibliografie

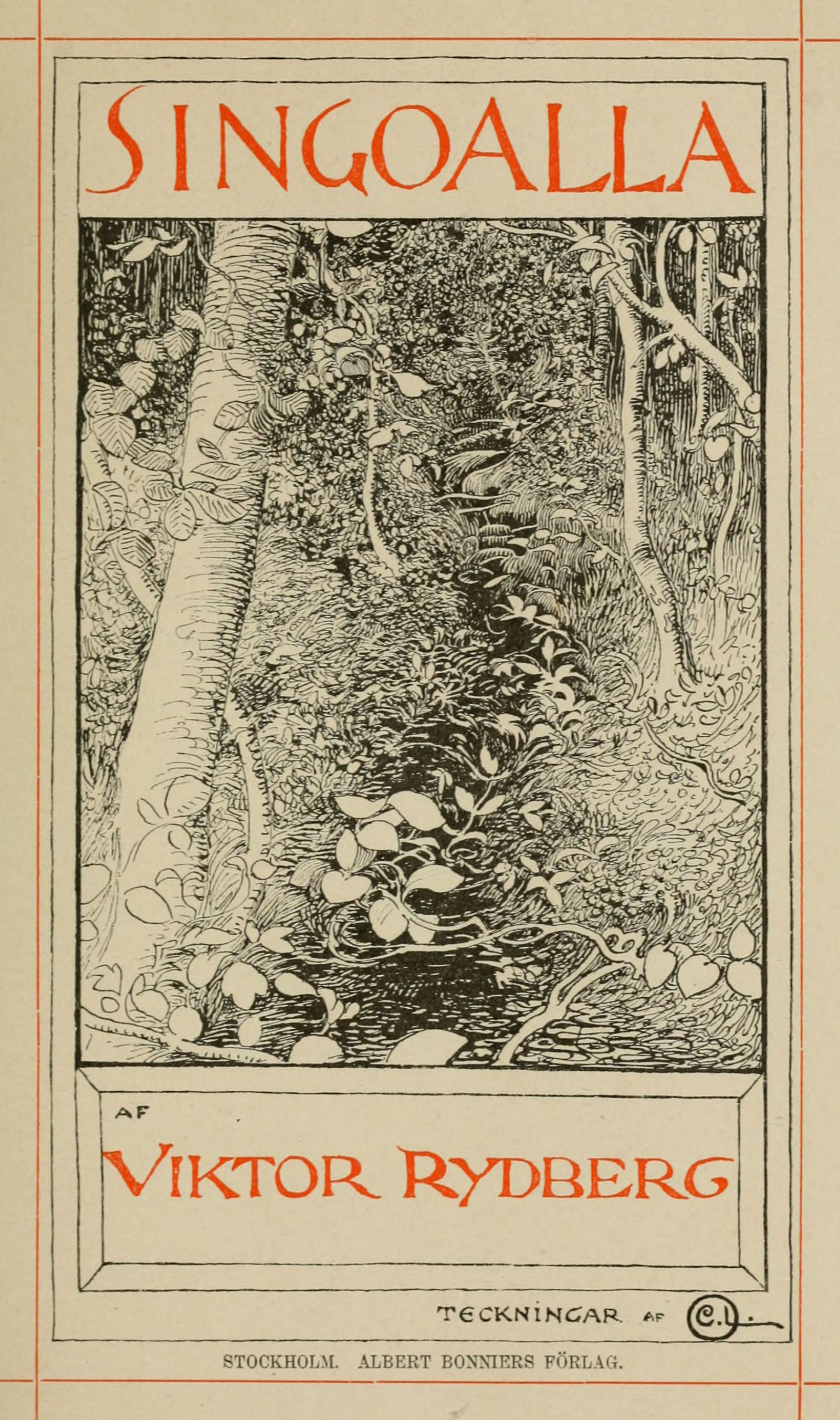
Signoala, vydání z roku 1894

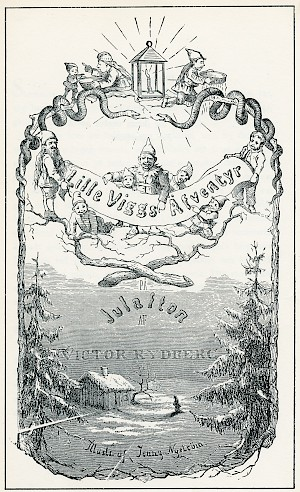
Štědrovečerní dobrodružství malého Vigga, vydání z roku 1875

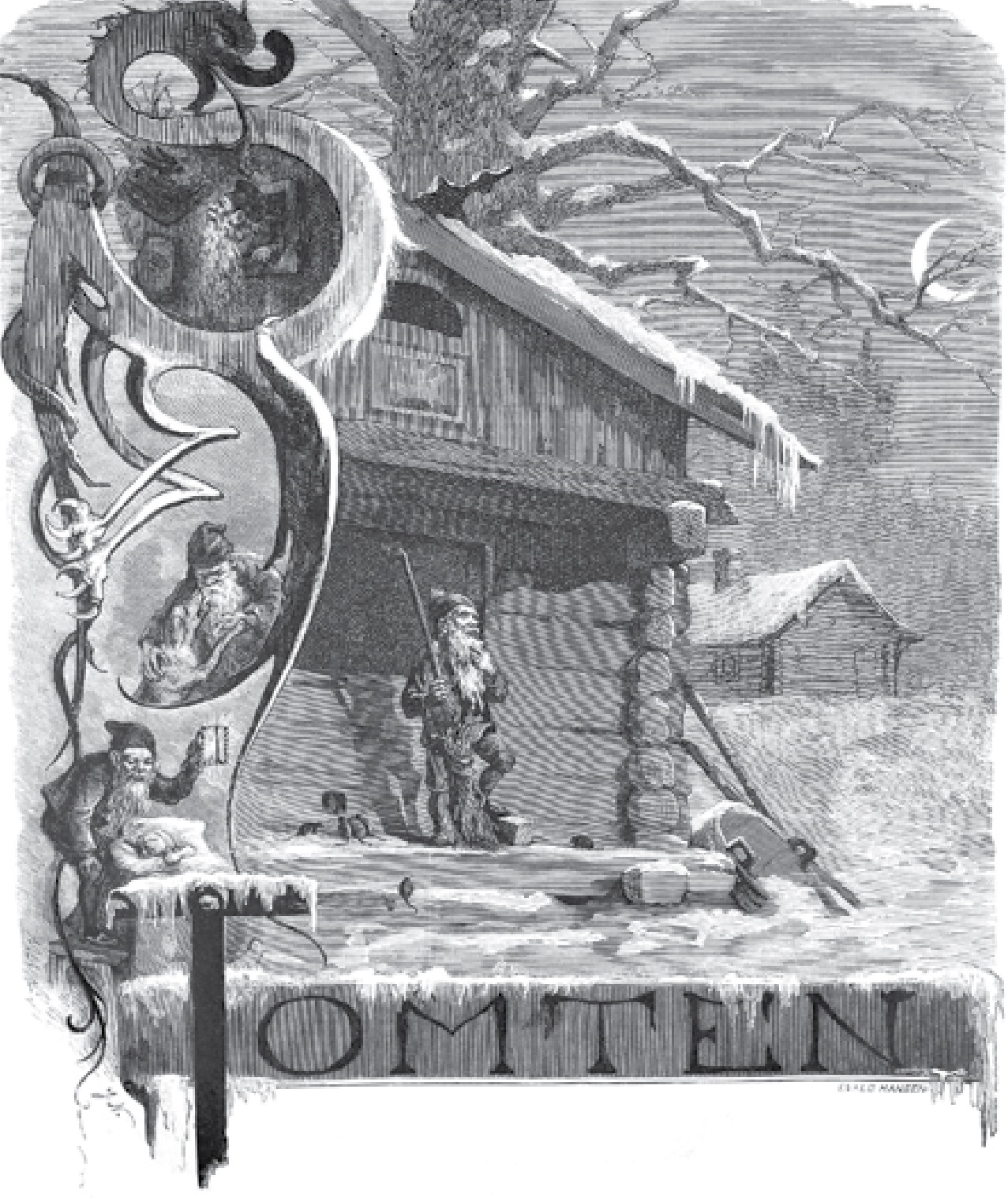
Titulní list básně Tomten (Domácí skřítek) z roku 1881

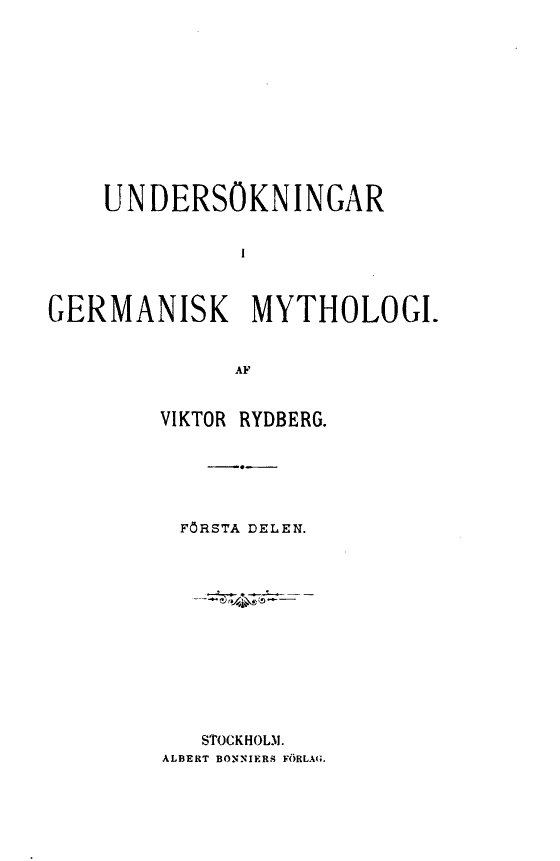
Titulní list knihy Studie z germánské mytologie z roku 1886

- Vampyren (1848, Upír), Rydbergův debut a jedno z prvních děl v žánru hororu ve Švédsku, senzační kriminální a rodinný román vycházející na pokračování v Jonkopinském listu vzniklý na základě povídky Johna Polidoriho The Vampyre (1819, Upír).[10]
- Ett äventyr i finska skärgården (1850, Dobrodružství na finském souostroví), napínavá až hororová povídka vycházející na pokračování v Jonkopinském listu s tématem soupeření umělce s ruským důstojníkem o mladou ženu.[7]
- Positivspelarne (1850, Hrdinové svobody), dobrodružný senzační román z prostředí neúspěšné revoluce v Bádenském velkovévodství v letech 1848-49.[11]
- De vandrande djäknarna (1856, Potulní žáci), příběh o zážitcích tří studentů střední školy z Växjö na venkově ve Smålandu obsahujici kritiku zneužívání násilí proti slabým ve společnosti.[12]
- Fribytaren pí Ötersjön (1857, Pirát na Baltu), dobrodružný námořnický a pirátský román spojený s čarodějnickými procesy a neúspěšným státním převratem, který vycházel na pokračování v Góteborských novinách pro obchod a plavbu.[7]
- Singoalla (1857, knižně 1865, definitivně 1894), román ze čtrnáctého století pojednávající o osudovém vztahu krásné cikánky Singoally a mladého rytíře Erlanda Máneskálda. Román oplývá barvitými exotickými a mystickými, něžnými i brutálními prvky a zobrazením zaslepeného a iracionálního podvědomí, které je s to přivést člověka k tragickému konci. Dílo, které prvně vyšlo v literárním kalendáři Aurora je považováno za nejlepší Rydbergův román a autor jej neustále upravoval až do konečné podoby ve čtvrtém vydání z roku 1894.[4]
- En vandring i Norge (1858, Výlet v Norsku), zápisky s Rydbergovy cesty do Norska roku 1858.[7]
- Den siste Athenaren (1859, Poslední Athéňan), ideový historický román, jehož dějištěm jsou Athény ve 4. století našeho letopočtu a tématem boj mezi pozdně antickým pohanstvím a vítězným křesťanstvím, v němž je antika zobrazena s láskyplnou idealizací a křesťanská církev s vražedným hněvem. Fanatická, nesnášenlivá a dogmatická prvokřesťanská církev v románu hrubě potlačuje poslední ušlechtilé představitele helénské kultury. Jde o nejradikálnější Rydbergův román, ve kterém bojuje proti bigotnímu a panovačnému náboženskému fanatismu a staví proti němu ducha antiky jako symbol svobody a rozumu.[4][6]
- Bibelns lära om Kristus (1862, Biblické učení o Kristu), šokující a ve své době aktuální dílo, v němž autor podnikl útok na církevní dogmata a ortodoxii. Dogmata o Trojici a Kristově božství napadl jako něco, co nemá v biblickém textu oporu, a je proto součástí luteránského učení neprávem.[4]
- Medeltidens magi (1864, Středověká magie), dílo, ve kterém Rydberg dokazoval, že křesťanská víra v peklo pochází ze středověkých magických formulek nekřesťanského původu.[4]
- Lille Viggs äfventyr på julafton (1871, Štědrovečerní dobrodružství malého Vigga), pohádkový vánoční příběh v próze s verši, který poprvé vyšel ve vánočním čísle Góteborských novin pro obchod a plavbu a je nazýván první švédskou klasickou knihou pro děti. V pohádce malého Vigga vyzvedne vánoční skřítek doma v chaloupce matky Gertrudy na vřesovišti a vezme ho na prohlídku různých švédských domů, aby ho nakonec odvezl do sálu horského krále. Příběh končí tím, že se malý Vigg probudí ve své vlastní posteli a není si jistý, zda byly zážitky se skřítkem skutečné nebo sen.[7][13]
- Romerska sagner om Paulus och Petrus (1874, Římské legendy o Pavlu a Petrovi), dílo vzniklo na základě Rydbergovy cesty do Itálie roku 1874 s dlouhodobým pobytem v Římě.[7]
- Romerska dagar (1876, Římské dny), psychologicky pronikavé portréty prvních římských císařů (od Augusta po Nera) vzniklé na základě jejich mramorových soch v římských muzeích navštívených Rydbergem během jeho pobytu v Římě roku 1874. Základním tématem knihy je postupná změna diktatury v trvalý morální úpadek. Dílo je někdy vydáváno pod titulem Romerska kejsare i marmor (Římští císaři v mramoru).[7]
- Dikter (1882, Básně), sbírka obsahuje 34 básní, z nichž většina byla napsána (a vydána) v letech 1875-1878 a 1880-1881. K nejvýznamnějším básním ve sbírce patří Trásnittet i psalmboken (1878, Dřevořez v kancionálu), Dexippos (1876), I klostercellen (1876, Klášterní cela), Tomten (1881, Domácí skřítek), Den flygande hollándaren (1876, Bludný Holanďan) nebo Prometeus och Ahasverus (1877, Prométheus a Ahasver). Ve sbírce je rovněž uveden překlad Poeova Havrana z roku 1876.[14]
- Undersökningar i germanisk mythologi (1886-89, Studie z germánské mytologie), dva svazky.[15]
- Fádernas gudasaga. Beráttad for ungdomen (1887, Mýty našich otců pro mládež).[16]
- Wapensmeden (1891, Zbrojíř), historický román odehrávající se ve 20. letech 16. století v Jönköpingu v době reformace. Hlavním tématem konflikt mezi zbrojířem Gudmundem a jeho brutálním a po moci toužícím synem Larsem, který je zobrazen jako boj mezi katolicismem a luteránstvím, mezi humanitou a dogmatismem.[7]
- Dikter, andra samlingen (1891, Básně, druhá sbírka), sbírka obsahuje 21 básní, z nichž většina byla napsána ve stejném nebo předchozím roce, ale některé z nich jsou z roku 1863 a 1864, kdy je Rydberg anonymně publikoval v kalendáři Flora. K nejvýznamnějším básním ve sbírce patří Psyke (1885, Psyché), Jungfru Maria i rosengård (1891, Panna Maria v růžové zahradě), Betlehems stjärna  (1891, Betlémská hvězda, báseň z románu Zbrojíř) nebo Den nya Grottesången (1891, Nová píseň o Grottu).[14] V této básní se Rydberg rozhořčuje nad brutálním egoismem moderního industrialismu a kritizuje jak kapitalisty, kteří utěšují své svědomí teoriemi laissez faire, tak sílící dělnické hnutí, jež staví svůj program jen na materialistických základech.[4]
- Varia. Tankar och bilder (1894, Varia: myšlenky a obrazy), soubor skečů, předmluv, esejů a přednášek, většinou již dříve publikovaných při různých příležitostech, uspořádaných do promyšlené koláže.[7]
- Filosofiska föreläsningar (1900–1901, Filozofické přednášky), čtyři svazky (posmrtně).[17]
- Kulturhistoriska föreläsningar (1903-1906, Přednášky z dějin kultury), šest svazků (posmrtně).[18]
- Viktor Rydbergs brev: i urval (1923–1926, Dopisy Viktora Rydberga ve výběru), tři svazky (posmrtně).[19]

## Adaptace
- Tomten (1941, Domácí skřítek), švédský krátký film, režie Gösta Roosling.[20]
- Singoalla (1949), francouzsko-švédský film, režie Christian-Jaque.[20]
- Nissen  (1979, Skřítek), epizoda (devět minut) z norského televizního seriálu Kom skal vi lese! (Pojďte si číst!).[20]
- Tomte Tummetott und der Fuchs (2007, Skřítek a liška),  německý krátký loutkový film podle přepracováné Rydbergovy básně od Astrid Lindgrenové, režie Sandra Schiessl.[21]
- Reven og Nissen (2019, Liška a skřítek), norský krátký animovaný televizní film podle přepracováné Rydbergovy básně od Astrid Lidngrenové, režie Are Austnes a Yaprak Morali.[22]

## Česká vydání
- Štědrovečerní dobrodružství malého Vigga. Praha: Alois Hynek 1911. přeložil Gustav Pallas.